# Eleccions legislatives neerlandeses de 1901
Les eleccions legislatives neerlandeses de 1901 se celebraren el 5 de juny de 1901, per a renovar els 100 membres de la Tweede Kamer. Es formà un govern de coalició presidit per l'antirevolucionari Abraham Kuyper.

## Resultats
| ← Eleccions legislatives neerlandeses, 1901 → |                                                       |      |   |        |  |
| Partit                                        | Partit                                                | Vots | % | Escons |  |
|                                               | Lliga General dels Caucus Catòlics Romans (ABRKK)     |      |   | 25     |  |
|                                               | Partit Antirevolucionari (ARP)                        |      |   | 23     |  |
|                                               | Unió Liberal (LU)                                     |      |   | 18     |  |
|                                               | Lliga dels Liberals Lliures (BVL)                     |      |   | 8      |  |
|                                               | Partit Socialdemòcrata dels Treballadors (SDAP)       |      |   | 7      |  |
|                                               | Partit Antirevolucionari Lliure (VARP)                |      |   | 9      |  |
|                                               | Lliga Democràtica per la Llibertat de Pensament (VDB) |      |   | 9      |  |
|                                               | Unió Frisona Cristiana Històrica (FCHU)               |      |   | 1      |  |
|                                               | Lliga de Votants Cristiana Històrica (CHK)            |      |   | 1      |  |
|                                               | Socialdemòcrata independent                           |      |   | 1      |  |
|                                               | Antirevolucionari independent                         |      |   | 1      |  |
| Total                                         | Total                                                 |      | - | 100    |  |
|                                               |                                                       |      |   |        |  |